# فاسيليوس تسارتاس
فاسيليوس تسارتاس (باليونانية: Βασίλης Τσιάρτας)‏ (Vassilios Tsiartas) (12 نوفمبر 1972 في ألكساندريا في اليونان – )؛ هو لاعب كرة قدم كان يلعب كلاعب وسط. يلعب مع منتخب اليونان لكرة القدم منذ عام 1994.

## مسيرته الكروية
لعب فاسيليوس تسارتاس خلال مسيرته الاحترافية مع 5 أندية في تسعة عشر موسمًا وسجل خلالها 148 هدف ضمن 434 مباراة. حيث فاز في موسمين بالكأس وفي موسمين بالدوري.
خاض فاسيليوس تسارتاس مسيرته مع Naoussa F.C. ‏ في موسم 1988–89 ليلعب معه خمسة مواسم، مشاركًا في 92 مباراة سجل خلالها 23 هدفًا. ثم انتقل إلى نادي أيك أثينا في موسم 1992–93 في المرة الأولى ليلعب معه أربعة مواسم ثم في موسم 2000–01 ليلعب معه أربعة مواسم، حيث شارك طوالها في 196 مباراة سجل خلالها 80 هدف. لينتقل بعدها إلى نادي إشبيلية في موسم 1996–97 ليلعب معه أربعة مواسم، مشاركًا في 139 مباراة سجل خلالها 43 هدفًا. ثم انتقل إلى نادي كولن في موسم 2004–05 لمدة موسم واحد، مشاركًا في 4 مباريات سجل خلالها هدفًا واحدًا. هذا وانتقل لاحقًا إلى نادي إثنيكوس في موسم 2006–07 لمدة موسم واحد، مشاركًا في 3 مباريات سجل خلالها هدفًا واحدًا أيضًا.

## وصلات خارجية
- فاسيليوس تسارتاس على موقع الاتحاد الدولي (مؤرشف)  (الإنجليزية)
- فاسيليوس تسارتاس على موقع الاتحاد الأوربي (الإنجليزية)
- فاسيليوس تسارتاس على موقع قاعدة بيانات كرة القدم.إي يو (الإنجليزية)
- فاسيليوس تسارتاس على موقع ناشيونال فوتبول تيمز (الإنجليزية)
- فاسيليوس تسارتاس على موقع عالم كرة القدم.نت (الإنجليزية)